# Stazione di Alessano-Corsano
La stazione di Alessano-Corsano è una fermata ferroviaria posta sulla linea Zollino-Gagliano del Capo, costruita per servire le località di Alessano e di Corsano
L'impianto ferroviario è gestito dalle Ferrovie del Sud Est.

## Caratteristiche
È dotata di un solo binario, quello di corretto tracciato. Era presente un secondo binario in deviata, attualmente rimosso.

## Servizi
La fermata dispone di:
- Area per l'attesa
- Parcheggio di scambio
- Accessibilità per portatori di handicap

## Movimento
La stazione è servita dai treni regionali svolti dalle Ferrovie del Sud Est nella relazione Lecce - Gagliano Leuca via le linee 5 e 6.